# Louis Barrau-Dihigo
Louis Barrau-Dihigo (* 28. April 1876; † 2. August 1931) war ein französischer Bibliothekar, Romanist, Hispanist, Katalanist und Historiker.

## Leben und Werk
Barrau-Dihigo war Bibliothekar an der Sorbonne. Seine bereits 1911 abgeschlossene Thèse konnte erst nach dem Weltkrieg erscheinen und wurde Ende des 20. Jahrhunderts ins Spanische übersetzt.

## Weitere Werke
- La Gascogne, Paris 1903
- (Hrsg. mit René Poupardin) Cartulaire de Saint-Vincent-de-Lucq, Pau 1905, 1995
- Catalogue de la Bibliothèque Gaston Paris, Paris 1911, 1912
- Étude sur les actes des rois asturiens (718-910), New York/Paris 1919
- (mit Raymond Foulché-Delbosc) Manuel de l'hispanisant, 2 Bde., New York 1920-1925, 1959, 1970
- (Hrsg. mit J. Massó Torrents) Gesta comitum Barcinonensium. Textos llatí i català, Barcelona 1925, 2007
- René Poupardin 1874-1927. Notice biographique et bibliographie, Paris 1928 (École pratique des hautes études)